# Юшков Максим Михайлович
Максим Михайлович Юшков (рос. Максим Михайлович Юшков; 4 квітня 1985, м. Череповець, СРСР) — російський хокеїст, правий нападник. Виступає за «Єрмак» (Ангарськ) у Вищій хокейній лізі. 
Вихованець хокейної школи «Сєвєрсталь» (Череповець). Виступав за «Сєвєрсталь-2» (Череповець), «Мотор» (Барнаул), «Зауралля» (Курган), «Амур» (Хабаровськ), «Сєвєрсталь» (Череповець).